# فورت اری (انتاریو)
فورت اری (به انگلیسی: Fort Erie) یک منطقهٔ مسکونی در کانادا است که در Regional Municipality of Niagara واقع شده‌است. فورت اری ۳۰٬۷۱۰ نفر جمعیت دارد.